# Janne Normann
Janne Grete Normann (født 7. december 1938 i Odense) er en dansk journalist og tidligere folketingsmedlem for Det Radikale Venstre.
Normann blev uddannet på Helsingør Dagblad. Hun kom i 1961 til Fyns Tidende, hvor hun var indtil hun i 1968 blev ansat i DR.
I oktober 1979 blev hun opstillet til Folketinget i Skivekredsen og blev indvalgt allerede ved valget samme år. Hun var medlem af tinget til 1984, hvor hun blev afløst af Asger Baunsbak-Jensen. Derefter blev hun udpeget som rigsretsdommer og var en af de lægdommere, der deltog i sagen mod tidligere justitsminister Erik Ninn-Hansen. Hun blev i 1986 udpeget som den første formand for Det Dyreetiske Råd. Fra 1986 til 1989 var hun kommunalbestyrelsesmedlem og viceborgmester i Ejby Kommune.
Janne Normann er datter af tidligere minister A.C. Normann. 
Hun har skrevet bogen Det ustyrlige folkestyre fra 1986.
Privat bor hun i dag i Munkebo.